# Dzierzbik czarnołbisty
Dzierzbik czarnołbisty (Malaconotus alius) – gatunek średniej wielkości ptaka z rodziny dzierzbików (Malaconotidae). Endemiczny dla Tanzanii. Zagrożony wyginięciem.
Zasięg występowania
Endemiczny dla gór Uluguru w Tanzanii. Całkowity zasięg występowania wynosi 140 km². Zamieszkuje lasy na wysokości 1100–1950 m n.p.m.
Morfologia
Długość ciała wynosi 22–24 cm. Od pozostałych dzierzbików różni się błyszczącą, czarną głową oraz brązowymi tęczówkami. Posiada żółty spód ciała i oliwkowy wierzch.
Zachowanie
Niewiele wiadomo na temat tego gatunku. Żywi się dużymi stawonogami, prawdopodobnie żeruje parami lub samotnie, może się przyłączać do wielogatunkowych stad. W rezerwacie Uluguru South Forest Reserve zaobserwowano gniazdowania w marcu, a osobnik młodociany widziany był w lipcu.
Status
Międzynarodowa Unia Ochrony Przyrody (IUCN) od 2017 uznaje dzierzbika czarnołbistego za gatunek zagrożony (EN – endangered); wcześniej, od 2006 był on klasyfikowany jako gatunek krytycznie zagrożony (CR – critically endangered), od 2000 jako zagrożony, od 1994 jako krytycznie zagrożony, a od 1988 jako zagrożony (T – threatened). Populacja szacowana jest na około 2400 dorosłych osobników. Trend liczebności populacji uznawany jest za stabilny. Do zagrożeń dla gatunku należy utrata i degradacja siedlisk (wylesianie, pozyskiwanie drewna przez miejscową ludność), a także pożary.